# Костюки (Смоленская область)
Костюки́ — деревня  в  Смоленской области России,  в Ельнинском районе. Население – 7 жителей (2007 год)   Расположена в юго-восточной части области  в 16,5  км к юго-востоку от города Ельня,  на автодороге Р96 Новоалександровский(А101)- Спас-Деменск — Ельня — Починок, на берегах реки Добринка. В 3 км к северо-востоку от деревни железнодорожная станция Коробец на линии Смоленск  - Сухиничи. Входит в состав Коробецкого сельского поселения.